# 任鸿隽

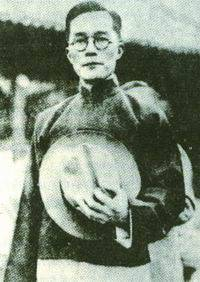
任鸿隽

任鸿隽（1886年12月20日—1961年11月13日），字叔永，男，四川垫江人，中国社会活动家，中国科学社主要发起人之一、首任社长，为推动中国近代科学研究、科学教育事业从无到有的发展著书立说、身体力行近半个世纪，在传播科学思想、建设科学体制、研究与制定科技政策等方面扮演了先驱的角色，是中国现代科学事业主要开拓者和奠基人之一，为中国现代科学和教育事业的发展做出了极大的贡献。
在近代中国，任鸿隽是最早系统提出“发展科学为吾国之生命线”、主张以科学立国的中国人之一，并将其富远见的思想付诸实践。
1929至1935年任中华教育文化基金董事会董事和干事长期间，任鸿隽发展中国科学事业的主张，对中基会的工作方针和事业发展，产生了重要影响。中基会兴办和资助了大批科学和教育机构，如编译委员会、社会调查所、静生生物调查所、北平图书馆、中央研究院、中国科学社、黄海化学工业研究社、地质调查所、青岛观象台、广东植物研究所和若干大专院校等；大批有志于科学事业的青年获得中基会资助出国深造。

## 生平
1904年任参加中国最后一次科举考试，中四川巴县第三名秀才。
1904年至1905年任重庆府中学堂速成师范班毕业。1906年任重庆开智小学和私立重庆中学教员。1907年任上海中国公学高等预科学习。
1909年至1911年任在东京高等工业学校应用化学科学习。辛亥革命前夕回国。
1912年任任孙中山临时总统府秘书，天津《民意报》总编辑。
1913年至1916年任在美国康奈尔大学文理学院主修化学和物理学专业，获学士学位，并任《留美学生季报》总编辑。
1914年至1960年任发起成立中国科学社，创办《科学》月刊。历任中国科学社董事会书记、理事、社长等职。 1915年于《科学》创刊号（第1卷第1期）著文《说中国无科学之原因》，认为“无归纳法为无科学之大原因”。
1916年至1918年任美国哥伦比亚大学学习，获化学硕士学位。
1918年至1920年任主持筹建四川钢、铁二厂。
1920年9月27日与陈衡哲结婚。
1920年至1922年任国立北京大学化学系教授，教育部专门教育司司长。
1922年至1923年任上海商务印书馆编辑。
1923年至1925年任国立东南大学（原南京高师，1928年改为中央大学，1949年改名南京大学）化学系教授、副校长。
1925年至1935年任中华教育文化基金董事会(中基会)专门秘书、董事、干事长等。
1926年至1929年任北海图书馆（后改为北平图书馆）委员会委员长。1927年时当选为中华民国大学院科学教育委员会委员。
1928年至1949年任静生生物调查所委员会委员长。
1931年至1952年任黄海化学工业研究社董事会董事长。
1935年至1937年任国立四川大学校长。
1938年至1942年任中央研究院化学研究所所长、中央研究院评议会评议员、中央研究院总干事等。1938年时当选为国民参政会参政员。
1942年至1949年任中华教育文化基金董事会（中基会）董事、干事长等。
1945年至1950年任参与发起成立中国科学工作者协会，并任该会理事。
1949年至1954年任中央文化教育委员会委员、华东文化教育委员会委员、上海市科联主任委员等。
1954年至1958年任上海市科技图书馆馆长。1958年至1961年任上海图书馆馆长、上海市科学技术协会副主席。
1961年11月13日病逝于上海。

## 家庭
夫人陈衡哲是作家、中国第一位女教授；大女儿任以都是哈佛大学博士，宾夕法尼亚州立大学第一位华人终身教授；二女儿任以书是上海天文台天文学家程述铭夫人；小儿子任以安是哈佛大学博士，美国地质学会会长。

## 轶事
中国植物学家陈焕镛将所发现的一属豆科植物以任鸿隽（H.C. Zen）命名，名为任豆。静生生物调查所画师冯澄如画了一幅任豆图，植物学家胡先骕题诗《任公豆歌》于画上，送给任鸿隽。此画在文革中被中科院植物所的造反派从任鸿隽家抄走，现存于中科院植物所。

## 延伸阅读
- 《科学救国之梦：任鸿隽文存》 任鸿隽 著，樊洪业、张久春 选编，上海科技教育出版社，2002. ISBN 7542829521.

- 楊翠華：〈任鴻雋與中國近代的科學思想與事業（页面存档备份，存于）〉。
- “我们三个朋友”：胡适、任鸿隽和陈衡哲 / 任鸿隽、陈衡哲订婚日与胡适的合影（1920年8月22日于南京高师）（页面存档备份，存于）